# Покровка (Первомайський район)
Покро́вка (рос. Покровка) — селище у складі Первомайського району Алтайського краю, Росія. Входить до складу Баюновоключівської сільської ради.

## Населення
Населення — 205 осіб (2010; 209 у 2002).
Національний склад (станом на 2002 рік):
- росіяни — 93 %